# Bílá Hlína
Pour les articles homonymes, voir Bílá.
Bílá Hlína (en allemand : Weißleim) est une commune du district de Mladá Boleslav, dans la région de Bohême-Centrale, en République tchèque. Sa population s'élevait à 114 habitants en 2020.

## Géographie
Bílá Hlína se trouve à 4 km à l'ouest de Mnichovo Hradiště, à 14 km au nord de Mladá Boleslav et à 62 km au nord-est de Prague.
La commune est limitée par Rokytá et Horní Bukovina au nord, par Klášter Hradiště nad Jizerou à l'est, par Ptýrov, Nová Ves u Bakova et Bakov nad Jizerou au sud, et par Dolní Krupá à l'ouest.

## Histoire
La première mention écrite de la localité remonte à 1748.